# Soame Jenyns
Soame Jenyns est écrivain anglais, qu’on trouve parfois écrit en France sous la forme Jennings ( , né le 1er janvier 1704, à Londres et mort le 18 décembre 1787. Il fut membre de la Chambre des communes de 1742 à 1780, et devint ensuite l'un des lords de la chambre du commerce.

## Œuvres
On a de lui : l'Art de la danse, poème estimé, qu'il publia à 24 ans ; des poésies diverses, 1752 et 1778, et un traité de l’Évidence de la religion chrétienne, 1774, trad. par Pierre Le Tourneur, 1774, et par Feller, 1779. Ses Œuvres complètes forment 4 vol. in-8, Londres, 1790-93.

## Source
Cet article comprend des extraits du Dictionnaire Bouillet. Il est possible de supprimer cette indication, si le texte reflète le savoir actuel sur ce thème, si les sources sont citées, s'il satisfait aux exigences linguistiques actuelles et s'il ne contient pas de propos qui vont à l'encontre des règles de neutralité de Wikipédia.